# Icacinaceae
Icacinaceae es una familia de plantas fanerógamas con 52 géneros y más de 400 especies pertenecientes al orden Icacinales. Son naturales de las regiones tropicales y subtropicales del sur de África y este de Australia.

## Características
Son árboles, arbustos o trepadoras leñosas; plantas hermafroditas, monoicas o dioicas. Hojas alternas, coriáceas o raramente membranosas, enteras, aunque las jóvenes a veces dentadas o sinuadas, pecioladas; estípulas ausentes. Inflorescencias en cimas o panículas con ramas cimosas, terminales, axilares, extra-axilares o supraaxilares, bracteadas; flores perfectas, polígamas o unisexuales, articuladas debajo del cáliz; cáliz pequeño, carnoso, con 5 lobos o dientes imbricados; pétalos 5, raramente 4 o 6, libres o unidos en la base, valvados, el ápice inflexo, carnosos y pubescentes en diversas formas en su parte interior; estambres 5, erectos, filamentos comúnmente carnosos, ocasionalmente pubescentes, anteras 4-loculares o raramente 2-loculares, frecuentemente profundamente lobadas en el ápice o en la base, con dehiscencia introrsa o lateral, longitudinal; ovario súpero, 1 o raramente 2–5-locular, disco basal completo, o parcial, o ausente, óvulos 2, anátropos, péndulos desde el ápice o desde cerca de este, colaterales o raramente superpuestos, estilo 1, rudimentos de otros estilos frecuentemente presentes, estigma capitado. Fruto drupáceo, simétrico o aplanado, liso o bicrestado o varias veces acostillado, 1-locular, funículo frecuentemente en un canal en el endocarpo o libre; semilla 1, embrión diminuto o grande, endosperma copioso.

## Géneros
Géneros según POWO:
- Alsodeiopsis Oliv.
- Casimirella Hassl.
- Cassinopsis Sond.
- Desmostachys Planch. ex Miers
- Hosiea Hemsl. & E.H.Wilson
- Icacina A.Juss.
- Iodes Blume
- Lavigeria Pierre
- Leretia Vell.
- Mappia Jacq.
- Mappianthus Hand.-Mazz.
- Merrilliodendron Kaneh.
- Miquelia Meisn.
- Natsiatopsis Kurz
- Natsiatum Buch.-Ham. ex Arn.
- Phytocrene Wall.
- Pittosporopsis Craib
- Pleurisanthes Baill.
- Pyrenacantha Wight
- Ryticaryum Becc.
- Sarcostigma Wight & Arn.
- Sleumeria Utteridge, Nagam. & Teo
- Stachyanthus Engl.
- Vadensea Jongkind & O.Lachenaud